# Gustau, la Transició al descobert
Gustau, la Transició al descobert és una pel·lícula documental catalana de 2021 dirigida, escrita, realitzada i produïda per Jaume Domènech i Barcons, a través de la productora Balandra Films, la participació de Televisió de Catalunya i el suport de l'Institut Català de les Empreses Culturals de la Generalitat de Catalunya (ICEC).
Narra la perseverant recerca de veritat i justícia per part de la família de Gustau Muñoz. L'assassinat del jove és el punt de partida per qüestionar una Transició espanyola de la qual s'han silenciat els centenars de crims comesos des dels seus inicis. En aquest escenari, l'obertura de la jurisdicció universal sorgeix com a única sortida enfront de la impunitat sostinguda fins a l'actualitat per un complex entramat polític, judicial, social, econòmic i cultural.

## Argument
El capvespre de l'Onze de Setembre de 1978, en el context d'una manifestació en contra de la Transició espanyola i a favor de la independència de Catalunya, prop de la confluència amb el carrer d'Avinyó de Barcelona, Gustau es desploma en una de les voreres del carrer Ferran, en rebre un tret per l'esquena. En el moment de la mort, Gustau tenia només setze anys i havia acompanyat a la protesta el seu germà Marc, de divuit anys. Malgrat les confessions dels policies i de diversos testimonis, el cas va ser arxivat sense arribar a judici i mai ningú no va ser jutjat ni condemnat arran dels fets.
Quaranta anys després, la família de Gustau aconsegueix que s'inclogui en la querella argentina contra els crims del franquisme. Serà la primera vegada que un delicte comès durant la Transició espanyola podrà ser investigat com a crim de lesa humanitat.

## Producció
El documental es produí de manera independent i l'equip de Balandra Films n'assumí bona part del pressupost. Per fer possible l'estrena de l'obra, l'equip posà en marxa una campanya de micromecenatge a través de la plataforma Verkami. En la pel·lícula apareixen els testimonis de Marc Muñoz, de la seva mare, de companys de militància presents en aquella manifestació, de membres d'entitats memorialistes i d'ex-polítics com Joan Tardà o David Fernàndez.

## Estrena
Per televisió, el documental s'estrenà a les 22.05 hores del 14 de setembre de 2021 al programa Sense ficció de TV3, el qual anà acompanyat a continuació, a les 23:20 hores, pel documental Nae pasaran! sobre la història d'un grup de treballadors escocesos de la Rolls-Royce que van boicotejar els motors que havien de proveir a la Força Aèria Xilena durant el Cop d'estat de l'11 de setembre de 1973 del general Augusto Pinochet. El documental sobre Gustau Muñoz acumulà una audiència de 76.000 espectadors i una quota del 9,4%, convertint-se així en el divuitè programa més vist del dia a TV3, que esdevingué líder d'audiència a Catalunya amb una quota mitjana del 13,5%.